# Keregodu, Mandya
Keregodu là một làng thuộc tehsil Mandya, huyện Mandya, bang Karnataka, Ấn Độ.